# Vitis ficifolia
Vitis ficifolia är en vinväxtart som beskrevs av Aleksandr Andrejevitj Bunge. Vitis ficifolia ingår i släktet vinsläktet, och familjen vinväxter.

## Underarter
Arten delas in i följande underarter:
- V. f. izu-insularis
- V. f. lobata
- V. f. sinuata